# Grand Prix de Plumelec 1975
Il Grand Prix de Plumelec 1975, seconda edizione della corsa, si svolse il 1º giugno su un percorso con partenza e arrivo a Plumelec. Fu vinto dal francese Georges Talbourdet della Gan-Mercier-Hutchinson davanti ai suoi connazionali Jean-Claude Meunier e Guy Leleu.

## Ordine d'arrivo (Top 10)
| Pos. | Corridore           | Squadra                | Tempo |
| ---- | ------------------- | ---------------------- | ----- |
| 1    | Georges Talbourdet  | Gan-Mercier-Hutchinson |       |
| 2    | Jean-Claude Meunier | Peugeot-BP-Michelin    |       |
| 3    | Guy Leleu           | Gitane-Campagnolo      |       |
| 4    | Christian Seznec    | Gan-Mercier-Hutchinson |       |
| 5    | Yves Hézard         | Gan-Mercier-Hutchinson |       |
| 6    | Jean-Claude Misac   | Gan-Mercier-Hutchinson |       |
| 7    | Jean-Paul Richard   | Gan-Mercier-Hutchinson |       |
| 8    | André Chalmel       | Gitane-Campagnolo      |       |
| 9    | Henri-Paul Fin      | Gero Verwarming-Jaga   |       |
| 10   | Raymond Delisle     | Peugeot-BP-Michelin    |       |